# Artavardiya (oficial)
Artavardiya fou un oficial persa. Formava part de l'equip de l'economia reial del rei Darios I el Gran de Pèrsia. És esmentat a les tauletes del tresor i fortificacions de Persèpolis.